# Brunnhems socken
Brunnhems socken i Västergötland ingick i Gudhems härad, ingår sedan 1974 i Falköpings kommun och motsvarar från 2016 Brunnhems distrikt.
Socknens areal är 15,99 kvadratkilometer varav 15,97 land. År 2000 fanns här 141 invånare.  Sockenkyrkan Stenstorps kyrka är gemensam med Stenstorps och Södra Kyrketorps socknar och ligger i Stenstorps socken.

## Administrativ historik
Socknen har medeltida ursprung. 
Vid kommunreformen 1862 övergick socknens ansvar för de kyrkliga frågorna till Brunnhems församling och för de borgerliga frågorna bildades Brunnhems landskommun. Landskommunen uppgick 1952 i Stenstorps landskommun som 1974 uppgick i Falköpings kommun. Församlingen uppgick 2006 i Stenstorps församling.
1 januari 2016 inrättades distriktet Brunnhem, med samma omfattning som församlingen hade 1999/2000.  
Socknen har tillhört län, fögderier, tingslag och domsagor enligt vad som beskrivs i artikeln Gudhems härad. De indelta soldaterna tillhörde Skaraborgs regemente Livkompaniet och Västgöta regemente, Gudhems kompani.

## Geografi
Brunnhems socken ligger nordost om Falköping med Brunnhemsberget i väster och enklaver på Billingen. Socknen är en odlingsbygd på Falbygden med skogsbygd i väster.

## Fornlämningar
Lösfynd, en gånggrift och tre hällkistor från stenåldern är funna. Från järnåldern finns gravfält domarringar och stensättningar.

## Namnet
Namnet skrevs 1390 Brwnnem och kommer från kyrkbyn. Efterleden är hem, 'boplats; gård'. Förleden kan innehålla brunn, 'källa; brunn' syftande på en källa vid den gamla kyrkan.
Förr skrevs namnet Brunums socken.

## Galleri
Brunnhems kyrka övergavs 1817 när den nya gemensamma kyrkan i Stenstorp togs i bruk. Mycket lite finns kvar av den gamla kyrkan, men det finns en minnessten på den gamla kyrkplatsen. Tre gravhällar dokumenterades i Johan Peringskiölds Monumenta på 1600-talet.

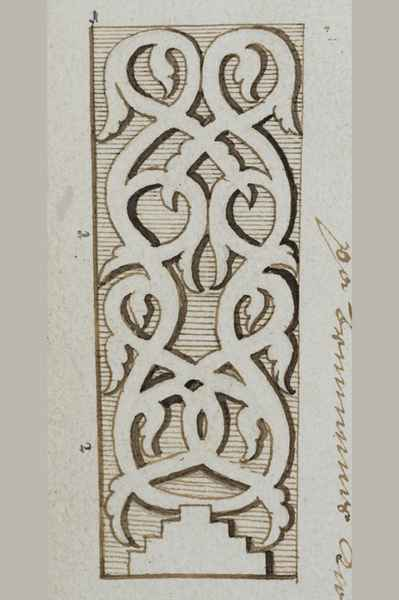
Liljesten, dokumenterad ca 1670.
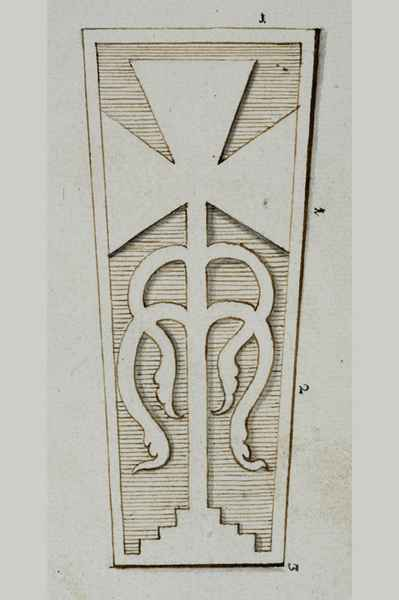
Ovanlig korshäll dokumenterad ca 1670.
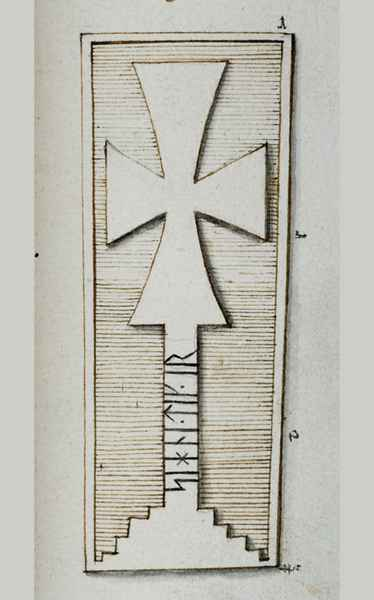
Korshäll med runinskrift 1670.
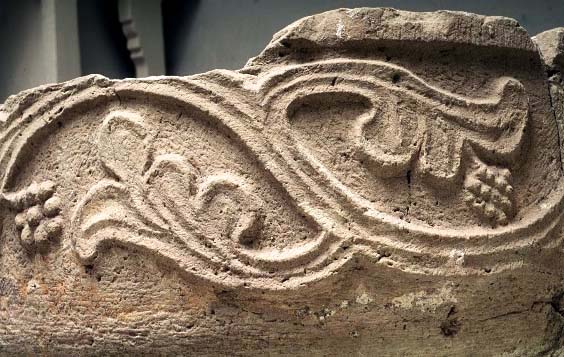
Del av dopfuntscuppan från cirka år 1200 finns i Stenstorps kyrka.
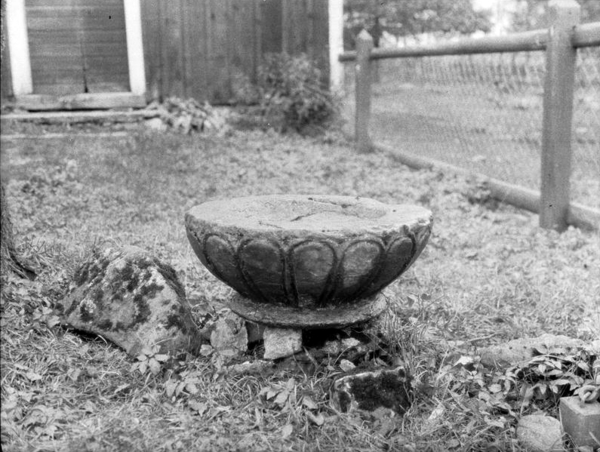
Det som kan vara foten till dopfunten påträffades i en trädgård i Skällstorp, Brunnhem.